# Cheiracanthium africanum
Cheiracanthium africanum là một loài nhện trong họ Miturgidae. Loài này phân bố ở Zimbabwe.
Loài này thuộc chi Cheiracanthium. Cheiracanthium africanum được Roger de Lessert miêu tả năm 1921.